# اولینگتسا
اولینگتسا (به لهستانی:  Olejnica) یک روستا در لهستان است که در گمینا پژمنت واقع شده است. اولینگتسا ۵۶ نفر جمعیت دارد.